# Abdiel
Abdiel ou Avdiël  (hébreu עֲבְדִּיאֵל « Serviteur de Dieu ») est un nom biblique qui n'est mentionné qu'une fois dans la Bible, dans le chapitre 5 du Premier livre des Chroniques qui contient la généalogie de la tribu de Gad, au verset 15  : « Achi, fils d’Abdiel, fils de Guni ».
Cette tribu installée en Transjordanie entre 1093-782 av. J.-C. n'ayant pas joué un grand rôle dans l'histoire ultérieure, le Chroniste ne s'y intéresse pas beaucoup.
En littérature, c'est le nom que John Milton, dans son grand poème épique Paradise Lost, a donné à un séraphin, compagnon de Lucifer qui choisit de rester fidèle à Dieu, le seul qui refuse de se joindre à sa révolte. Il apparaît dans le chant V (vers 805-907) où il répond au discours de révolte de son chef avant de le quitter, ce qui conclut ce livre.
| Thus far his bold discourse without controul Had audience; when among the Seraphim Abdiel, than whom none with more zeal adored The Deity, and divine commands obeyed, Stood up, and in a flame of zeal severe The current of his fury thus opposed. […] So spake the Seraph Abdiel, faithful found Among the faithless, faithful only he; Among innumerable false, unmoved, Unshaken, unseduced, unterrified, His loyalty he kept, his love, his zeal; Nor number, nor example, with him wrought To swerve from truth, or change his constant mind, Though single. From amidst them forth he passed, Long way through hostile scorn, which he sustained Superiour, nor of violence feared aught; And, with retorted scorn, his back he turned On those proud towers to swift destruction doomed. | Jusque-là ce hardi discours avait été écouté sans contrôle, lorsque, parmi les séraphins, Abdiel (personne avec plus de ferveur n’adorait Dieu et n’obéissait aux divins commandements) se leva, et, dans le feu d’un zèle sévère, s’opposa ainsi au torrent de la furie de Satan : […] Ainsi parla le séraphin Abdiel, trouvé fidèle parmi les infidèles, fidèle seul. Chez d’innombrables imposteurs, immuable, inébranlé, non séduit, non terrifié, il garda sa loyauté, son amour et son zèle. Ni le nombre ni l’exemple ne purent le contraindre à s’écarter de la vérité ou à altérer, quoique seul, la constance de son esprit. Il se retira du milieu de cette armée : pendant un long chemin, il passa à travers les dédains ennemis ; il les soutint, supérieur à l’injure, ne craignant rien de la violence : avec un mépris rendu, il tourna le dos à ces orgueilleuses tours, vouées à une prompte destruction. |

On le retrouve au chant VI où, venu prévenir de la trahison de Satan, il « trouva déjà connue la nouvelle qu’il croyait apporter » et combat aux côtés des anges restés fidèles, « le seul qui de tant de myriades perdues, le seul qui revenait sauvé ».